# Vrtojba
Vrtojba je naselje v Občini Šempeter - Vrtojba.
Vrtojba leži na rodovitni Goriški ravnini oz. Vrtojbenskem polju na zahodnem robu Slovenije, tik ob italijanski meji in južno od Šempetra pri Gorici in Nove Gorice, upravnega, gospodarskega in kulturnega središča Goriške oz. Severnoprimorske regije. Po zasnovi je Vrtojba tipična obcestna vas, dolga skoraj tri kilometre, razpotegnjena v smeri sever-jug (deli se za Gornjo in Dolnjo Vrtojbo) in ob glavni prometnici, ki povezuje Goriško z Goriškim Krasom. Skozi vas teče potok Vrtojbica, ki se jugozahodno od vasi izliva v reko Vipavo. Naselje se je razvilo na stiku prodnatega Vrtojbenskega polja in ilovnatih nanosov s flišnih Vrtojbensko-Biljenskih gričev. Na teh gričih, poraslih z vinsko trto, doseže vas tudi svojo najvišjo nadmorsko višino – 83 metrov. Na južni strani vasi proti Mirnu se nahajajo velike gramoznice, ki jih upravlja Gradbeno podjetje »Primorje«. 
Nekdanje kmečko naselje, znano predvsem po pridelovanju zgodnje zelenjave in vrtnin, se je zlasti po drugi svetovni vojni spremenilo v delavsko-kmečko vas. Za slednje lahko rečemo, da vedno hitreje izginja in Vrtojba je priča hitremu razvoju na področju obrti. Živahna zidava stanovanjskih hiš in hitro naraščanje števila prebivalcev v zadnjem času spreminja Vrtojbo v južni primestni krak novogoriške mestne aglomeracije. Ob uradnem popisu prebivalstva leta 1991 je imela Vrtojba 2100 prebivalcev, vendar se je število v zadnjih letih še povečalo in se že približuje številki 2600. Leta 1915 je bilo v vasi skoraj tisoč prebivalcev manj. Naraščanje prebivalstva je predvsem posledica intenzivne pozidave na nekdanjem obrobju vasi (Laze, Griči ali po drugi toponomiji: Zabrdce, V Klancu, Čuklje, Na Hribu), kar je v Vrtojbo privabilo veliko priseljencev. Zlasti je vabljiva ekonomsko ugodna obmejna lega (Mednarodni mejni prehod Vrtojba) in milo sredozemsko podnebje.

## Zgodovina
Kraj se prvič omenja že v začetku 13. stoletja in sicer kot Toyfa, Toyua ali Tojva v seznamu posesti Goriških grofov, fevdalnih gospodov iz Gorice z obsežnimi posestmi tudi na Vrtojbenskem polju. Ime vasi je predslovanskega izvora, o etimologiji je mogoče samo ugibati. Okrog leta 1350 se vas omenja v urbarjih goriških grofov kot Vertoib. V tistem času je bila danes enotna vas razdeljena na dva samostojna dela, na Gornjo in Dolnjo Vrtojbo, ki sta se združila v enotno vas šele po prvi svetovni vojni. To ozemlje je bilo strateško izredno pomembno in najverjetneje naseljeno že v zgodnji antiki, o čemer pričajo arheološki ostanki, ki so jih v sredi 19. stoletja izkopali na Markovem hribu nad Šempetrom pri Gorici. V rimskih časih je južno od Vrtojbe vodila t. i. “rimska pot”, ki je povezovala Oglej in Emono, današnjo Ljubljano. Za časa Frankovske države je današnje območje Vrtojbe spadalo v Furlansko marko. V cerkvenem oziru pa je bilo to območje v domeni oglejskega patriarha, ki je skrbel za pokristjanjevanje. Dne 28. aprila 1001 je nemški cesar Oton III. tudi posvetno oblast na ozemlju med Sočo in Vipavo razdelil med Oglej ter furlanskega mejnega grofa. V tej listini se sicer Vrtojba izrecno ne omenja. Nadaljnja zgodovina vasi, vsaj od leta 1425 naprej, je tesno povezana z razvojem velike šempetrske župnije, pod katero je v tistem času spadalo kar 7 vasi ali podružnic. V Goriškem deželno-knežjem urbarju iz leta 1507, ki ga hrani Državni arhiv v Gorici (Italija), se prvič pisno omenjajo tudi nekateri še danes znani vaški toponimi (Komančelo, Smete). Konec 16. stoletja je bilo v Gornji Vrtojbi 18 in v Dolnji Vrtojbi 24 družin. 
Zaradi turškega prodiranja proti zahodnemu Balkanu se je v 16. in 17. stoletju veliko uskoških, to je begunskih družin naselilo prav na rodovitnem goriškem podeželju. Tukaj je prednjačila zlasti Vrtojba, ki jo nekateri zgodovinski viri, zlasti zgodovinar dr. Josip Mal, označujejo kot najbolj uskoško vas na Goriškem. Da je temu morda res tako, nam dokazujejo priimki, ki so se v vasi ohranili do danes - Lasič, Brankovič, Gorkič, Frletič, Batistič, Reščič, Mozetič …
Zaradi svoje geostrateške lege je bila Vrtojba tudi sicer deležna priseljevanja iz drugih dežel, o čemer nam pričajo prav številni priimki italijanskega, furlanskega in francoskega izvora, ki so se ohranili v Vrtojbi - Vižin, Nardin, Maraž, Vižintin, Boškin, Bufolin, Arčon, Bagon …  
V obdobju vojn, negotovosti in verskih sporov 16. in 17. stoletja so v obeh Vrtojbah zaživele cerkvene bratovščine (lat. fraternitates), ki so bile značilen pojav ljudske vernosti in pobožnosti. V Dolnji Vrtojbi so bile tri: sv. Pavla (ustanovljena že leta 1535), sv. Andreja in sv. Barbare, v Gornji Vrtojbi pa dve bratovščini: sv. Ota in sv. Jožefa. Delovanje bratovščin je zamrlo z jožefinskimi reformami konec 18. stoletja. 
Glavni zemljiški posestniki v Vrtojbi so bili grofje Coronini. Šempetrska veja te slavne goriške rodbine je obsežne posesti v Vrtojbi pridobila sredi 18. stoletja ob ženitvi Ivana Krstnika Coroninija z Magdaleno de Simonetti. Pomembni lastniki vrtojbenske zemlje so bili še goriški plemiči Obizzi in Gironcoli, ki so imeli v Vrtojbi svoje podeželske dvorce.
V drugi polovici 18. in v začetku 19. stoletja se je med Vrtojbenci uveljavilo pridelovanje krompirja, zgodnje zelenjave in murve za gojenje sviloprejk, potrebnih za pridobivanje svile.
Število prebivalstva je pričelo naraščati, ljudje so si gmotno precej opomogli. Vrtojbensko polje je postalo pravi vrt mesta Gorica in je poneslo slavo s pridelavo zgodnje zelenjave širom po monarhiji. Celo na cesarskem Dunaju so povpraševali po mladem krompirju iz Vrtojbe.
Vrtojbenci so bili uspešni tudi na področju živinoreje. V goriškem časopisu Gospodarski list tako zasledimo zapisano, da je bila v Gorici konec septembra 1884 na trgu Sv. Antona kmetijska razstava. Prvo nagrado 50 goldinarjev v kategoriji krav je dobil Franc pl. Gironcoli iz Vrtojbe. 
Ob popisu prebivalstva leta 1827 je imela Gornja Vrtojba 87 družin z 408 prebivalci v 54 hišah, v Dolnji Vrtojbi pa je bilo 73 hiš s 102 družinama in 437 prebivalci. Popisovalci so poudarili, da gre za kmečko naselje, ki je dobre pol ure hoda oddaljeno od Gorice. Do začetka 1. svetovne vojne se je število prebivalcev podvojilo.
Leta 1866 sta se obe Vrtojbi osamosvojili iz tedanje občine Šempeter in ustanovili samostojno občino, kamor je spadala še vas Bukovica. Upravno je spadala občina Vrtojba v goriško okrajno glavarstvo avstrijske dežele Goriško-Gradiščanske. Deset let po pridobitvi občinske samostojnosti je imela celotna občina Vrtojba 1328 prebivalcev in je bila večja od Šempetra.
V obdobju narodnega prebujanja med Slovenci tudi Vrtojbenci niso stali ob strani, saj so v začetku leta 1868 v Spodnji Vrtojbi ustanovili čitalnico, ki je postala glavna gonilka narodnega in kulturnega razvoja. Bila je ustanovljena med prvimi na Goriškem. Tudi Vrtojbenci so začutili potrebo po kulturnem udejstvovanju in narodni uveljavitvi, saj so hoteli dati pravo veljavo slovenskemu jeziku. Zbirali so se v društveni sobi, kjer so brali oziroma čitali razne slovenske knjige, časopise in revije, na katere je bila čitalnica naročena. Odtod ime te kulturne ustanove. Februarja 1868 so si čitalničarji izbrali prvi odbor. Predsednik je tako postal France Maraš, tajnik Ivan Boštjančič, blagajnik pa Jožef Leon. Čitalnica je spodbudila nagel razmah kulturnega življenja v vasi. Prav na pobudo čitalničarjev je bil ustanovljen pevski zbor, ki ga je vodil domačin inž. Pepi Lasič. Sledila je ustanovitev dramske skupine, ki je Vrtojbence razveseljevala s številnimi nastopi. Že pred 1.svetovno vojno je bila v Vrtojbi ustanovljena tamburaška skupina, ki jo je vodil študent Lojze Soban. V 1. svet. vojni je čitalnica delila usodo porušene Vrtojbe. Po zaslugi vnetega čitalničarja Franca Gorkiča je Vrtojbencem uspelo pridobiti vojno odškodnino, s pomočjo katere so si nakupili novih knjig ter tudi nove instrumente za tamburaški orkester. Prav kultura je pomagala našim prednikom previhariti težko obdobje fašistične strahovlade.   
Na pobudo vrtojbenskih čitalničarjev so leta 1871 v Vrtojbi ustanovili lastno dvorazredno šolo. V veliki zgradbi pri Krpanu v Gornji Vrtojbi, nekdaj last plemiške rodbine Obizzi, so uredili dve učilnici in stanovanje za učitelja. Jeseni 1871 je s poučevanjem pričel prvi vrtojbenski učitelj Andrej Drašček, doma iz Solkana, ki ga je konec stoletja nasledil nadučitelj Ivan Zorn iz Prvačine. Bil je gonilna sila vrtojbenskega šolstva do odhoda v begunstvo. 
Nasploh je bilo življenje na vasi v letih pred 1. svetovno vojno zelo razgibano. Vrtojba je imela več pevskih zborov, dramsko skupino, kolesarsko društvo, tamburaški orkester in kmetijsko konzumno društvo. Eden najzaslužnejših za vsestranski razvoj je bil dolgoletni župan Franc pl. Locatelli (1853 – 1929) iz Dolnje Vrtojbe. Župan Locatelli je izhajal iz bogate kmečke družine italijanskega izvora in je veljal za spoštovanega in učenega moža. Plemiški pridevnik »plemeniti« naj bi pridobil njegov oče, ki se je junaško vojskoval v avstrijski vojski. 
Ljudje so se v glavnem ukvarjali s kmetijstvom, kjer je prednjačil krompir in druga zelenjava. Glavno tržišče za pridelke je bila Gorica. Pridelke so Vrtojbenke s posebnimi vozički na dveh kolesih, imenovanimi »borele«, vozile meščanom v Gorico. Kljub temu, da so kokošja jajca imeli doma, so si jih Vrtojbenci le redko privoščili, po navadi za god.
Številne mlajše ženske in dekleta so odhajale kot služkinje in dojilje v Egipt. Ob večerih in nedeljah so se Vrtojbenci zbirali v gostilnah, ki jih je bilo v letih pred prvo vojno v vasi kar devet. 

### Vrtojba v 1. svetovni vojni
Vrtojba je svojo hudo uro doživela med 1. svetovno vojno. Žalostno vest o sarajevskem atentatu na prestolonaslednika Franca Ferdinanda dne 28. junija 1914 je veliko Vrtojbencev izvedelo na veselici v bližnjem Šempetru. V ljudi sta se hitro naselila strah in negotovost. Vpoklici vojaških obveznikov so se začeli že konec julija 1914, potem ko je Avstro-Ogrska vstopila v 1. svetovno vojno. Tudi Vrtojbenci so bili med vpoklicanimi in so s svojimi enotami odkorakali na fronto v Srbijo in Galicijo. Vrtojba je sodila v naborno območje 97. tržaškega pehotnega polka, toda Vrtojbenci so služili tudi v drugih enotah (27. ljubljanski domobranski polk, 20. tržaški lovski bataljon) avstro-ogrske vojske in mornarice.
Konec leta so v bojih padle prve žrtve tudi med Vrtojbenci. Toda prava vojna je bila še vedno daleč proč ....
Leto 1915 se je pričelo v pričakovanju prihoda elektrike - velikega čuda tedanjega časa - v vas, toda vojna se je zavlekla. Namesto pričakovane hitre avstrijske zmage in prihoda vojakov domov, se je vojna še razširila. Vanjo so vstopale vedno nove države, tako na eni kot na drugi strani. 
Vrtojbenci so se prvič neposredno srečali z rohnenjem orožja konec maja 1915, ko je Italija napovedala vojno Avstro-Ogrski. Sovražnik se je kar naenkrat znašel v nevarni bližini - na soški fronti. Vedno pogostejši so bili “pozdravi” s fronte. Proti koncu leta 1915 so postale bivalne razmere v Vrtojbi že zelo nevarne.
O tem nam poroča časopis Slovenec z dne 8. januarja 1916:
“Ob decemberskem obstreljevanju je trpela tudi Vrtojba. V Dolnji Vrtojbi je bilo poškodovanih več hiš in tudi več človeških žrtev je bilo. V Gornji Vrtojbi je granata skoraj porušila hišo sladoledarja Černeta in Možeta in mu ubila 15 letnega sina Jožefa. Granata je bila verjetno namenjena cerkvi sv. Jožefa, ki stoji poleg.”
Italija je v letu 1916 svoje vojaške dejavnosti na soški fronti še bolj okrepila. Cilj napadov italijanske armade je bilo mesto Gorica. Po zavzetju mesta v 6. soški ofenzivi dne 9. avgusta 1916, se je italijanska vojska še bolj približala Vrtojbi. Civilno prebivalstvo je moralo zapustiti domove, odšli so v begunstvo. Toda za Vrtojbo in Vrtojbence se je težka preizkušnja šele začela ...
Po italijanskem zavzetju Gorice in napredovanju proti vzhodu je prišla Vrtojba na samo frontno linijo; tukaj so se odvijali srditi boji. Avstrijske enote so se vkopale na Vrtojbenskih gričih, Italijani pa so jih srdito obstreljevali in napadali s pehoto. Razen manjših premikov frontne linije in prekoračitve potoka Vrtojbica, Italijanom do konca vojne ni uspelo na tem frontnem odseku resneje ogroziti avstrijskih obrambnih zmožnosti. Žrtve so bile na obeh straneh velike. 
Leto 1917 so se hudi boji na vrtojbenskem odseku fronte nadaljevali. Toda avstrijski branilci so vzdržali, kljub silovitim italijanskim napadom v 10. in 11. soški ofenzivi. Ob avstrijskem protinapadu v 12. ofenzivi oktobra 1917 in pomiku fronte na reko Piavo, si je tudi Vrtojba oddahnila - bolje rečeno kar je še od vasi ostalo. Bila je namreč skoraj v celoti porušena. Cela je ostala ena sama samcata hiša - pri Ogrinovih, danes družina Mrak, ob ulici 9. septembra. V njej je bila med vojno vojaška bolnišnica, na strehi je bil narisan velik rdeč križ in sovražnik je to kolikor toliko spoštoval. 
Tudi med Vrtojbenci na fronti je smrt vedno pogosteje pobirala svoj krvavi davek. Vrstila so se sporočila:
“Alojzij Reščič, sin Mihaela, doma iz Vrtojbe, je padel junaške smrti dne 16. maja 1917 v Bodrežu - Logu pri Kanalu.” (časopis Slovenec, 27. 11. 1917) 
Novembra leta 1918 se je vojna morija končala. Ljudje so se vračali iz begunstva in s fronte ter takoj pričeli z obnovo porušenih domov. V prvih dneh novembra je tudi v Vrtojbo vkorakala italijanska vojska, sanj o priključitvi k novonastali jugoslovanski državi je bilo konec in vas je “začasno” prišla pod Italijo. Na žalostne dogodke je po prvi svetovni vojni spominjalo kar 11 vojaških pokopališč, ki so bila raztresena po vasi, njihove lokacije na žalost danes poznajo le še redki poznavalci. Tam pokopani italijanski vojaki so bili v tridesetih letih večinoma preneseni v italijansko kostnico na Oslavju.
Vrtojbenci in begunstvo
Prvi Vrtojbenci so odšli v begunstvo že v pozni jeseni 1915. Njihovo število se je še povečalo v prvih mesecih leta 1916, vsi Vrtojbenci pa so zapustili svoje domove po italijanskem zavzetju Gorice. Vsega skupaj je iz Vrtojbe v begunstvo odšlo do 350 družin, v glavnem ženske, otroci in starejši možje. Odšli so v razne dežele tedanje monarhije. Nekaj jih je ostalo kar na Goriškem v zaledju fronte, večina se je raztepla po Kranjskem in Štajerskem, nekaj družin pa je odšlo tudi v Spodnjo in Zgornjo Avstrijo, na Češko in na Moravsko. Prebivali so različno; nekateri so se nastanili pri sorodnikih, prijateljih in znancih, drugi so bili prisiljeni poiskati zavetje v begunskih taboriščih (Wagna pri Lipnici, Bruck na Litvi, Steinklamm …). 
V begunstvu se je:
- rodilo 65 otrok
- poročilo 7 vrtojbenskih parov
- umrlo 75 Vrtojbencev

Nekaj družin in posameznikov iz Vrtojbe, ki se niso dovolj hitro umaknili od doma po padcu Gorice, je pristalo tudi v italijanskih taboriščih. Odpeljani so bili v begunska taborišča v srednji in južni Italiji. 
Žrtve vojne med Vrtojbenci
Ob zadnjem štetju prebivalstva pred vstopom Italije v vojno leta 1915 je imela Vrtojba (Gornja in Dolnja skupaj) 1974 prebivalcev. 
Žrtve med Vrtojbenci doma in na frontah v 1. svetovni vojni:
1. padli na fronti - 35
2. umrli v vojnem ujetništvu - 10
3. umrli v vojaški bolnišnici - 5
4. žrtve bombardiranj in ostankov vojne - 11

Skupaj je za posledicami vojne umrlo 63 Vrtojbencev, kar je predstavljalo dobre 3 % predvojnega prebivalstva.

### Od 1. svet. vojne do danes
Po 1. svetovni vojni je naše kraje na podlagi Londonskega sporazuma zasedla Italija, ime vasi so spremenili in dopolnili v Vertoiba in Campisanti, prav zaradi žalostnih dogodkov med vojno. Vrtojba je namesto dveh v vojni porušenih cerkva (sv. Janeza Krstnika v Gornji in sv. Jožefa v Dolnji Vrtojbi) dobila današnjo Cerkev Srca Jezusovega, zgrajeno v novoromanskem stilu, ki jo je decembra 1925 posvetil goriški nadškof Frančišek B. Sedej. Nova cerkev je odigrala pomembno vlogo pri povezovanju nekdaj ločenih vasi. Vrtojba je postala župnija šele leta 1935, čeprav je večjo samostojnost na duhovnem področju pridobila že leta 1832, ko je postala kaplanija z lastnim duhovnikom v okviru župnije Šempeter.
Leta 1928 so ukinili občinsko samostojnost in Vrtojbo priključili občini Gorica. To so bili težki časi narodnega zatiranja in fašistične vladavine. Okrog 300 Vrtojbencev se je takrat odselilo, bodisi v notranjost Italije, bodisi v takratno Kraljevino Jugoslavijo ali pa v južno Ameriko. Precej vrtojbenskih deklet je našlo delo, predvsem kot hišne pomočnice in varuške, v večjih italijanskih mestih.
Ni čudno, da so Vrtojbenci z velikim pričakovanjem sprejeli osvobodilno borbo. Prvi Vrtojbenci so odšli v partizane že oktobra leta 1942. Zlasti po razpadu Italije in prihodu nemškega okupatorja pa sta se navdušenje ter želja po priključitvi k Jugoslaviji še povečala. To se je pokazalo tudi pri velikem odzivu Vrtojbencev za partizane. Tudi v 2. svetovni vojni je vas plačala svoj krvavi davek. Kar 82 Vrtojbencev, katerih imena so izpisana na spomeniku sredi vasi, je umrlo med zadnjo vojno; padli so v partizanih, bili žrtve taborišč in prisilnega dela ali so umrli za posledicami bombardiranj. Tem žrtvam je potrebno dodati še dobro desetino pobitih zaradi revolucionarnega nasilja, ki so ga zagrešili nekateri prenapeteži, bodisi zaradi partijskih ukazov ali kar mimo njih.
Po koncu 2. svetovne vojne je Vrtojbo zasedla angloameriška vojska in jo podredila Zavezniški vojaški upravi tedanje cone A. Starejši Vrtojbenci se tega spominjajo kot obdobja relativnega blagostanja in napredka ter bivanja ameriških in britanskih vojaških enot v vasi. Vrtojbenci so si zlasti zapomnili indijske kolonialne čete z visokimi turbani na glavah. 
Po pariški mirovni pogodbi in prihodu jugoslovanske vojske sredi septembra 1947 je vas prišla v okvir Jugoslavije. S tem je bila Vrtojba odrezana od stoletnega naravnega, gospodarskega in političnega centra – mesta Gorica. Do začetka 60. let je to vlogo spet prevzel Šempeter, nato so Vrtojbo vključili v občino Nova Gorica. Bila so leta hitre preobrazbe in spreminjanja vaške podobe. Število vrtojbenskih kmetov je vztrajno upadalo, ljudje so se pričeli zaposlovati v naglo razvijajoči se industriji (Iskra, Vozila, Iztok Miren, Cimos, Ciciban) v okoliških krajih (Šempeter, Miren). 
Kljub hitremu razvoju in poskusu vključitve v (novo)goriški mestni okoliš je Vrtojba ostala velika vas, ki se zaveda svoje lastne preteklosti. Danes, skupaj s Šempetrom, od leta 1998 oblikuje lastno občino Šempeter-Vrtojba.

## Znani krajani
- Janez Boštjančič (1844 – 1892), publicist
- Anton Obizzi (1843 – 1916), lastnik prve slovenske tiskarne v Gorici
- Ivan Mermolja (1875 – 1942), politik, eden od soustanoviteljev Slovenske kmetske stranke na Goriškem, član ustavodajne skupščine v Beogradu
- Franc Gorkič (1888 – 1977), urednik, publicist, politik, zaslužen čitalničar, dolgoletni predsednik »Kluba starih goriških študentov"
- Jordan Gorjan (1896 – 1960), politik
- Rafael Nemec (1914 – 1993), akademski slikar (dipl. v Benetkah) in restavrator
- Bernardin Godnič (1914 – 1977), duhovnik iz Komna, ki je kar 30 let deloval v Vrtojbi in tu pustil neizbrisen pečat
- dr. Kazimir Humar (1915 – 2001), duhovnik, doktor teologije, biseromašnik, publicist in kulturni delavec v Gorici